# 根岸定直
根岸 定直（ねぎし さだなお）は、戦国時代から安土桃山時代の武蔵国の武士。

## 生涯
根岸氏は武蔵国比企郡根岸を名字の地とする熊谷直実の末裔を名乗る一族で、戦国時代には根岸・和泉の二村を領し、松山城主を務めた上田氏に従った。定直も上田朝直・憲定の二代に仕える。
天正18年（1590年）豊臣秀吉の小田原征伐が起きると、憲定は後北条氏の本城小田原城に籠城したため、定直は難波田憲次らとともに松山城を守備した。松山城には前田利家・上杉景勝らの率いる軍勢が攻め寄せ、衆寡敵せず松山城は降伏。定直は利家の部隊に属して八王子城攻めの案内役を務め、瀬尾右衛門を討ち取る功を挙げた。また城将中山家範は相婿の間柄にあったためその降伏の取次を命じられたものの、既に家範は自害していたという。秀吉はその武功を賞して直臣取り立てを打診したものの、定直は固辞した。戦後は上杉景勝の家臣となり、また子の定仍は徳川家康に仕えて子孫は江戸幕府旗本となった。